# Region Kanem
Region Kanem (arab. كانم) - jeden z 22 regionów administracyjnych Czadu, utworzony 19 lutego 2008 r., gdy istniejący wcześniej region o tej samej nazwie podzielono na dwie części: z części zachodniej, obejmującej dawny departament Kanem, utworzony został nowy region Kanem, z części wschodniej, obejmującej departament Barh El Gazel, utworzono region Barh El Gazel. Region Kanem rozciąga się w środkowo-zachodniej części kraju i graniczy z Nigrem. 
| Departament | Stolica | Prefektury                     |
| ----------- | ------- | ------------------------------ |
| Kanem       | Mao     | Mao, Kekedina, Melea, Wadjigui |
| Nord Kanem  | Nokou   | Nokou, Rig Rig, Ziguey, Ntiona |
| Wadi Bissam | Mondo   | Mondo, Am Doback               |

## 2002-2008

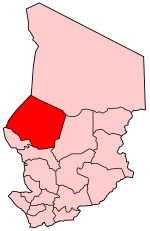
Region Kanem w granicach z lat 2002-2008

W latach 2002–2008 region Kanem był jednym z 18 regionów Republiki Czadu, znajdującym się w zachodniej części kraju.

### Departamenty
| Departament   | Stolica  | Prefektury                                                                        |
| ------------- | -------- | --------------------------------------------------------------------------------- |
| Kanem         | Mao      | Am Doback, Kekedina, Mao, Melea, Mondo, Nokou, Nthiona, Rig Rig, Wadjigui, Ziguey |
| Barh El Gazel | Moussoro | Amsileb, Chadra, Mandjoura, Michemire, Moussoro, Salal                            |